# لوبیخووا
لوبیخووا (به لاتین: Lubiechowa) یک روستا در لهستان است که در گمینا شویژاوا واقع شده‌است. لوبیخووا ۶۴۰ نفر جمعیت دارد.